# آنتونی جی
آنتونی جی (انگلیسی: Tony Jay؛ (زاده ۲ فوریهٔ ۱۹۳۳ -درگذشته ۱۳ اوت ۲۰۰۶) هنرپیشه و صدا پیشه اهل بریتانیا بود. وی بین سال‌های ۱۹۶۶ تا ۲۰۰۶ میلادی فعالیت می‌کرد.
از فیلم‌های معروف او می‌توان به نامادریم یک بیگانه است اشاره کرد.